# Кириенко, Илья Кондратьевич
Илья Кондратьевич Кириенко (июль 1907, Мугун — 1967, Мугун, Иркутская область) — председатель колхоза имени Парижской Коммуны Тулунского района Иркутской области, Герой Социалистического Труда (1957).

## Биография
Начал работать в 1918 году. С 1928 года Илья Кондратьевич был мельником в промышленной артели «Красная звезда» села Мугун. С 1932 по 1933 годы Кириенко работал слесарем, а затем помощником машиниста в Нижнеудинском депо. В 1933—1962 гг. работал председателем колхоза им. Парижской Коммуны. С 1941 по 1945 годы был призван в РККА для участия в Великой Отечественной войне. Боевой путь прошёл в составе 405-го артиллерийского полка 114-й стрелковой дивизии на Ленинградском и Карельском фронтах.

### Награды и звания
За выдающиеся достижения в освоении целинных и залежных земель, успешное проведение уборки урожая и хлебозаготовок в 1956 году Илье Кондратьевичу было присвоено почётное звание Героя Социалистического Труда с вручением ордена Ленина и золотой медали «Серп и Молот» (Указ Президиума Верховного Совета СССР от 11 января 1957 года).